# Rémy Le Gall
Pour les articles homonymes, voir Le Gall.
 (octobre 2018).
Rémy Le Gall est un homme politique et auteur de bande dessinée français né le 25 septembre 1969.

## Biographie
Il est auteur de la série de bande dessinée Élysée République avec Frisco (dessin) et Francis Khattou (couleur), publiée par Casterman dans la collection « Ligne rouge » dont le premier volume est paru le jour de la promulgation de la loi constitutionnelle révisant le statut pénal du président de la République. Cette série, dont le premier cycle est prévu en 4 volumes, met en scène le premier héros politique de bande dessinée réaliste, Constant Kérel, député du Morbihan et responsable de formation politique.
Rémy Le Gall est également membre du jury du prix Espoir du 9e Art composé, en 2013, du dessinateur Grzegorz Rosiński (président du jury), Philippe Francq (dessinateur), Patrice Pellerin (dessinateur et scénariste), Marc Védrines (dessinateur et scénariste), Frédéric Potet (Le Monde), François Vignolle (M6) et Pierre Vavasseur (Le Parisien-Aujourd'hui en France).
Rémy Le Gall a été condamné devant la cour d’appel de Versailles le 14 décembre 2016 à une peine de dix-huit mois d’emprisonnement, dont six ferme. L’ex-directeur de la communication de la ville de Versailles a été reconnu coupable de harcèlement sexuel entre août 2012 et avril 2014, envers quatre femmes qui travaillaient dans son service. Il avait écopé de la même peine lors de son procès en première instance, en mars 2015.

## Albums
1. Secret présidentiel (23 février 2007)
2. Immunité présidentielle (11 avril 2008)
3. Échelon présidentiel (25 mai 2011)
4. Pouvoir présidentiel (30 mai 2012)

## Distinctions
- Chevalier des Arts et Lettres en 2012.